# Kohlhaas
Kohlhaas è un monologo tratto dal Michael Kohlhaas di Heinrich von Kleist, interpretato da Marco Baliani.
Generalmente indicato come uno degli spettacoli da cui prese il via il genere del teatro di narrazione italiano, Kohlhaas è stato scritto da Marco Baliani e Remo Rostagno ed interpretato più volte nel corso degli anni da Marco Baliani.
Lo spettacolo prevede un attore solo seduto su una sedia (unico elemento scenografico), intento a raccontare.